# Grattacieli di Montréal

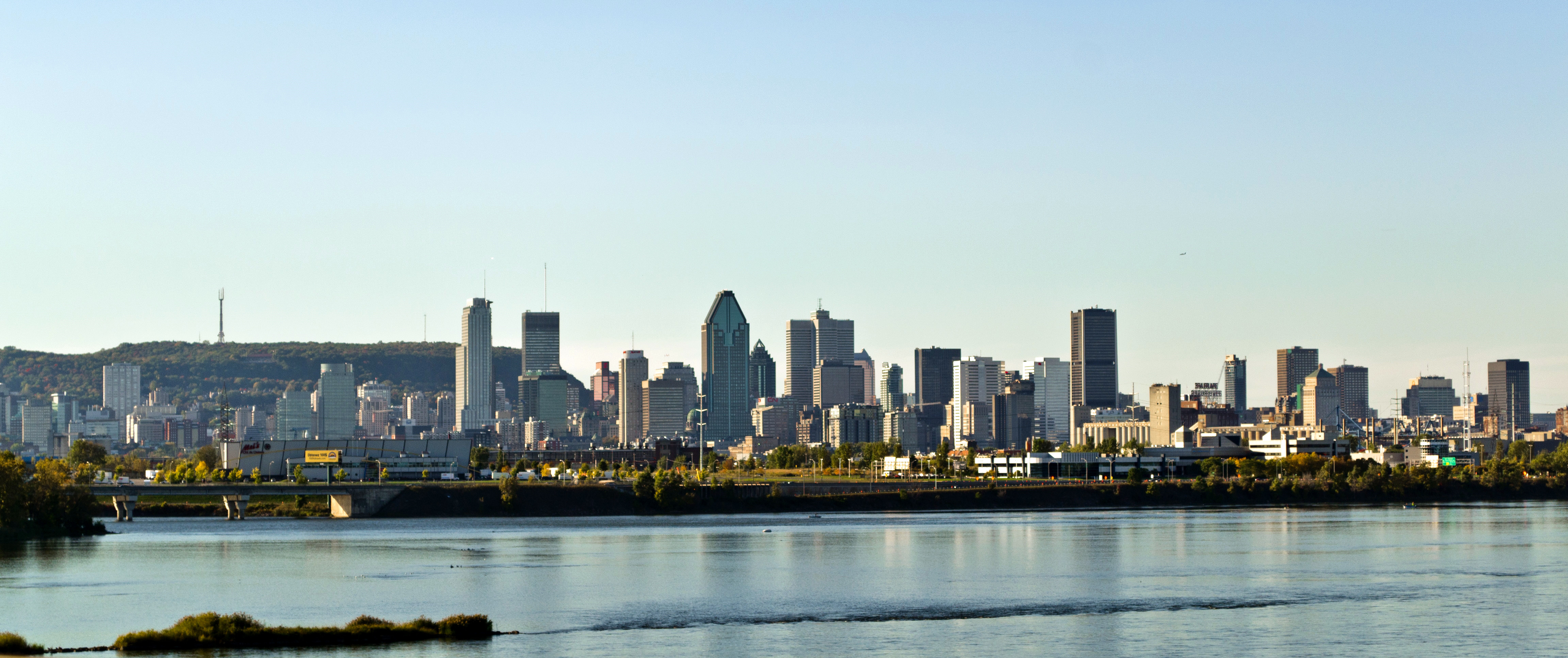
I grattacieli del centro-città di Montréal visti dal ponte Champlain nel 2013

La seguente è una lista dei più alti edifici collocati nella città di Montréal, principale centro della provincia del Québec in Canada, ordinati per l'altezza. Attualmente esistono 42 edifici e strutture che superano i 100 metri. L'edificio attualmente più alto della città, il 1000 de La Gauchetière, è di 51 piani, circa 205 metri.
I regolamenti comunali vietano che uno qualsiasi edificio superi l'altezza del Mont-Royal o 233 metri da terra, altezza che è ulteriormente limitata in molte aree, inclusi terreni del centro dove sono permessi pochi edifici sopra i 120 metri di altezza; il limite massimo al momento è stato raggiunto da 1000 de La Gauchetière e 1250 René-Lévesque, l'ultimo dei quali è più basso, ma costruito su una base di terreno più estesa. Una soluzione per costruire grattacieli che superino in altezza 1000 de La Gauchetière rispettando però il limite previsto dalla legge, sarebbe costruire nella parte più bassa del centro; l'altezza massima dovrebbe essere di circa 210 metri.
La storia dei grattacieli a Montreal ha avuto inizio con il completamento della New York Life Insurance Building (Montreal), alto 8 piani, nel 1888. Altri due periodi di costruzione di edifici alti a Montreal sono stati dalla fine degli anni '20 ai primi anni '30 e dagli anni '60 ai primi anni '90.
Il tasso di costruzione dei grattacieli ha visto la città di Montréal al terzo posto nel Nord America dopo Toronto e New York. Sono stati recentemente completati l'edificio L'Avenue - 50 piani (184 m), Tour des Canadiens - 50 piani (167 m), Roccabella - 40 piani (147 m). Sono ancora in costruzione Icône di 39 piani (146 m) e Tom Condos di 40 piani (122 m).

## Gli edifici più alti
Questo elenco classifica i grattacieli di Montreal in base alla misura standard dell'altezza. Questo include i dettagli architettonici, ma non include guglie e antenne. IL segno uguale (=) dopo un grado indica la stessa altezza tra due o più edifici. La colonna "Anno" indica l'anno in cui è stato completato un edificio. Le torri di osservazione e / o di telecomunicazione indipendenti, mentre gli edifici non abitabili sono inclusi a fini di confronto, ma non sono classificati. Una tale torre è il  Tour de Montréal.
| Classifica | Nome                            | Immagine                       | Altezza m | Piani | Anno | Note |
| ---------- | ------------------------------- | ------------------------------ | --------- | ----- | ---- | --- |
| 1          | 1000 de La Gauchetière          | 1000 de La Gauchetière         | 205       | 51    | 1992 | L'edificio più alto di Montréal e del Canada a est di Toronto. Tocca l'altezza massima prevista dalla legge per la città, a pochi passi dal Mont-Royal |
| 2          | 1250 René-Lévesque              | 1250 René-Lévesque             | 199       | 47    | 1992 | Conosciuto originariamente come Tour IBM-Marathon; inclusa la guglia, misura 226 m |
| 3          | Torre della Borsa               | Tour de la Bourse              | 194       | 47    | 1964 | L'edificio più alto in Canada fino al completamento della Toronto-Dominion Centre di Toronto. Il più alto edificio in cemento armato nel mondo fino al completamento del Lake Point Tower di Chicago. L'edificio più alto costruito a Montreal negli anni '60 |
| 4          | Place Ville-Marie               | Place Ville-Marie              | 188       | 47    | 1962 | L'edificio più alto in Canada fino al completamento della Tour de la Bourse |
| 5          | Torre CIBC                      | CIBC Tower                     | 187       | 45    | 1962 | Con la sua antenna arriva a 250 m. È stato l'edificio più alto del Canada e dell'intero Commonwealth britannico al momento del suo completamento nel 1962. Superato dopo un anno da Place Ville-Marie |
| 6          | L'Avenue                        | L/Avenue                       | 184       | 50    | 2017 | Il grattacielo residenziale più alto di Montreal e del Canada a est di Toronto; ospita 304 appartamenti condominiali, insieme ad un importante componente di uso misto; un negozio di alimentari con marchio Provigo, quattro piani per uffici e un negozio al piano terra                                                                                       |
| N/A        | Tour de Montréal                | Tour de Montréal               | 175       | 20    | 1987 | Tour de Montréal è il grattacielo inclinato più alto al mondo. Il Tour de Montréal non è un edificio abitabile, ma è incluso in questa lista a fini comparativi. Per una sentenza del Consiglio sugli edifici alti e l'ambiente urbano, le torri di osservazione indipendenti non sono considerate edifici, in quanto non sono strutture completamente abitabili |
| 7          | Tour des Canadiens              | Tour des Canadiens             | 167       | 50    | 2016 | Raggiunta la cima |
| 8          | 1501 McGill College             | 1501 McGill College            | 158       | 36    | 1992 | [ 14 ] [ 15 ] |
| 9          | Complexe Desjardins South Tower | Complexe Desjardins South      | 152       | 40    | 1976 | L'edificio più alto costruito a Montreal negli anni '70. |
| 10         | Roccabella                      | Roccabella                     | 147       | 40    | 2016 | Raggiunta la cima |
| 11=        | Icône                           | Icône                          | 146       | 39    | 2016 | Raggiunta la cima |
| 11=        | Torre KPMG                      | KPMG Tower                     | 146       | 34    | 1987 | Originariamente noto come Maison des Coopérants e più tardi come Place de la Cathédrale. L'edificio più alto costruito a Montreal negli anni '80 |
| 13         | Marriott Château Champlain      | Marriott Château Champlain     | 139       | 36    | 1967 | L'hotel più alto in Montreal |
| 14         | Le V / Courtyard Marriott Hotel | Le V                           | 138       | 40    | 2014 | [ 22 ] [ 23 ] |
| 15         | Telus Tower                     | Telus Tower                    | 136       | 34    | 1962 | Conosciuto originariamente come CIL House |
| 16=        | 500 Place D'Armes               | Le Tour de la Banque Nationale | 133       | 32    | 1968 | Conosciuto originariamente come Tour Banque Canadienne Nationale |
| 16=        | Torre Deloitte                  | The Deloitte Tower             | 133       | 26    | 2015 | [ 28 ] |
| 18         | Complexe Desjardins East Tower  | Complexe Desjardins Tour Est   | 130       | 32    | 1976 | [ 29 ] [ 30 ] |
| 19=        | Torre Scotia                    | Scotia Tower                   | 128       | 29    | 1990 | [ 31 ] [ 32 ] |
| 19=        | National Bank Tower             |                                | 128       | 28    | 1983 | National Bank Tower e 700 de la Gauchetière sono le torri gemelle più alte in Montréal |
| 19=        | 700 de la Gauchetière           |                                | 128       | 28    | 1983 | 700 de la Gauchetière e National Bank Tower sono le torri gemelle più alte in Montréal. Comonsciuto in precedenza come Bell Canada Tower |
| 19=        | 1000 Sherbrooke West            |                                | 128       | 28    | 1974 | [ 37 ] [ 38 ] |
| 23=        | Terminal Tower                  |                                | 125       | 30    | 1966 | [ 39 ] [ 40 ] |
| 23=        | Bell Media Tower                | Bell Media Tower               | 125       | 30    | 1988 | Conosciuto originariamente come Montreal Trust Place e Maison Astral |
| 25         | Altitude Montreal               | Altitude Montreal              | 124       | 33    | 2013 | È stato l'edificio residenziale più alto in Canada all'est di Toronto fino al 2016 |
| 26=        | Sun Life Building               | Sun Life Building              | 122       | 26    | 1931 | L'edificio più alto in Montreal dal 1931 fino al completamento del Tour CIBC nel 1962. L'edificio più alto della città completato prima degli anni '60 |
| 26=        | Le Port Royal                   | Le Port Royal                  | 122       | 33    | 1964 | [ 47 ] [ 48 ] |

## I grattacieli più alti che sono in costruzione, proposti o approvati

### In costruzione
Di seguito è riportato un elenco degli edifici in costruzione a Montréal con l'altezza prevista di almeno 100 metri.
|   | Nome                              | Altezza m | Piani | Anno | Note                                   |
| - | --------------------------------- | --------- | ----- | ---- | -------------------------------------- |
| 1 | Tour des Canadiens 2 (West tower) | 168       | 54    | 2019 | Diventata costruzione a settembre 2016 |
| 2 | Roccabella (West Tower)           | 147       | 40    | 2016 | Diventata costruzione a settembre 2016 |
| 3 | Icône (Fase1)                     | 146       | 39    | 2016 | Raggiunta la cima                      |
| 3 | Humaniti                          | 120       | 39    | 2020 | Diventata costruzione a luglio 2017    |
| 4 | Tom Condos                        | 122       | 40    | 2016 | Diventata costruzione a giugno 2014    |
| 5 | Holiday Inn Montreal              | 120       | 37    | 2016 | Raggiunta la cima                      |
| 5 | YUL Condos                        | 120       | 38    | 2017 | Diventata costruzione a novembre 2014  |
| 6 | Maison Manuvie                    | 114       | 28    | 2019 | Diventata costruzione ad aprile 2015   |
| 7 | AC Hotel Montreal                 | 110       | 34    | 2017 | Diventata costruzione ad maggio 2015   |
| 8 | Le Peterson                       | 105       | 31    | 2016 | Raggiunta la cima                      |

### Approvati
Di seguito è riportato un elenco degli edifici approvati a Montréal con l'altezza prevista di almeno 100 metri (328 ft).
|   | Nome                         | Altezza m | Piani | Anno       | Note                                    |
| - | ---------------------------- | --------- | ----- | ---------- | --------------------------------------- |
| 1 | Tour Quartier des Spectacles | 145       | 31    | 2017       | Alla ricerca di inquilini               |
| 2 | Waldorf Astoria Montreal     | 120       | 32    | After 2020 | Proposta ferma. Probabilmente annullata |
| 3 | Îcone (Fase2)                | 107       | 27    | 2018       | Uso misto, hotel e condomini            |

### Proposti
Di seguito è riportato un elenco degli edifici proposti a Montréal, ma non ancora approvati, con l'altezza prevista di almeno 100 metri (328 ft).
|   | Nome                     | Altezza m | Piani | Anno | Note                         |
| - | ------------------------ | --------- | ----- | ---- | ---------------------------- |
| 1 | 975 Lucien-L'allier      | ?         | 50    | 2017 | Annuncio a breve             |
| 2 | 750 Peel (2 towers)      | 180 & 130 | 35    | 2017 | Annuncio a breve             |
| 3 | 650 Peel (3 towers)      | 120       | 35    | 2017 | Annuncio a breve             |
| 4 | Maison Alcan Tower       | 120       | 30    | 2018 | Uso misto, hotel e condomini |
| 5 | 1000-1006 de la Montagne | ?         | 28    | 2018 | Hotel                        |

* indica una stima in altezza.

## Cronologia delle costruzioni più alte

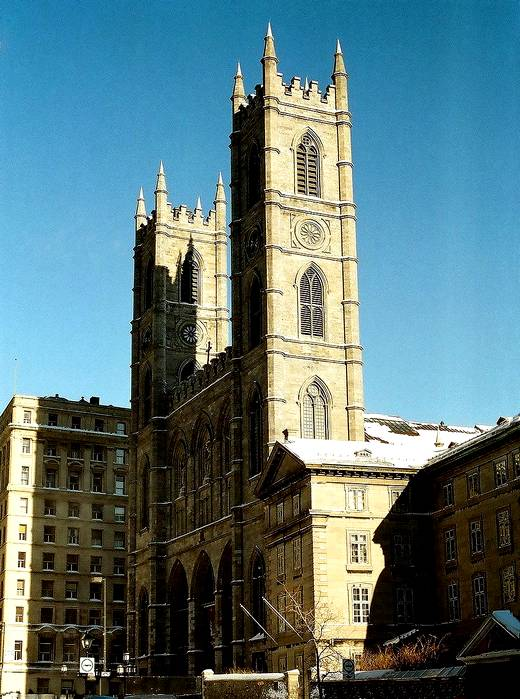
La basilica di Notre-Dame di Montréal è stato l'edificio più alto di Montréal, dalla sua costruzione nel 1829 e fino al 1928.

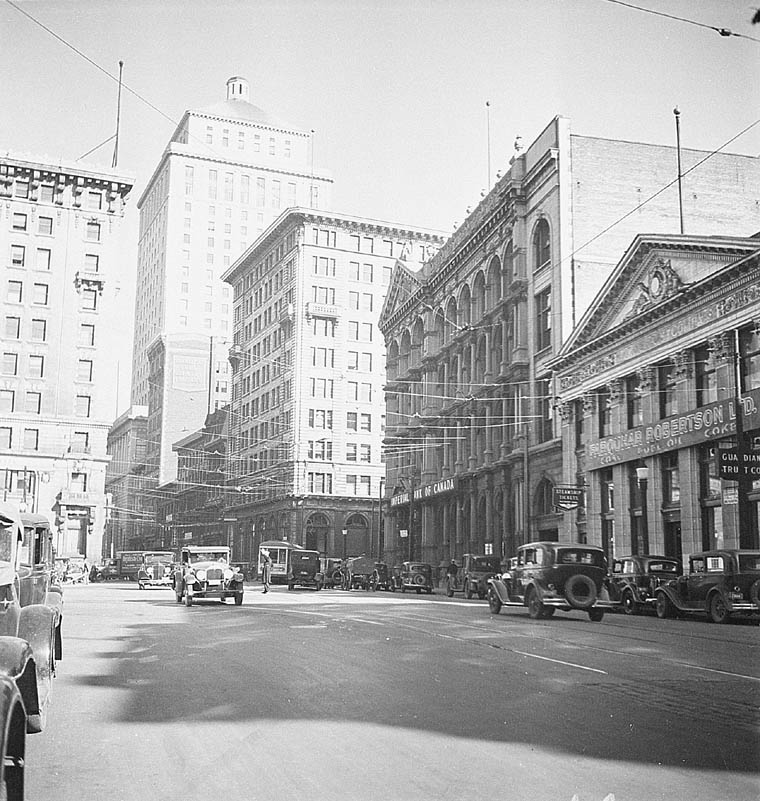
The Royal Bank Building, l'edificio più alto di Montréal dal 1928 al 1931 e il primo edificio che supera la Basilica di Notre-Dame in altezza.

Elenco degli edifici che una volta detenevano il titolo di edificio più alto a Montréal.
| Nome                   | Indirizzo                          | Intervallo di tempo del primato | # durata del primato | Altezza m | Piani | Note          |
| Basilica di Notre Dame | 110 Notre-Dame Street West         | 1829–1928                       | 99 anni              | 69        | 7     | [ 51 ] [ 52 ] |
| Royal Bank Building    | 360 Saint Jacques Street West      | 1928–1931                       | 3 anni               | 121       | 22    | [ 53 ] [ 54 ] |
| Sun Life Building      | 1155 Metcalfe Street               | 1931–1962                       | 31 anni              | 122       | 26    | [ 45 ] [ 46 ] |
| Tour CIBC              | 1155 René Lévesque Boulevard Ovest | 1962                            | <1 anno              | 187       | 45    | [ 9 ] [ 10 ]  |
| Place Ville Marie      | 1 Place Ville-Marie                | 1962–1964                       | 2 anni               | 188       | 47    | [ 7 ] [ 8 ]   |
| Tour de la Bourse      | 800 Victoria Square                | 1964–1992                       | 28 anni              | 194       | 47    | [ 5 ] [ 6 ]   |
| 1000 de La Gauchetière | 1000 De La Gauchetière Street West | 1992–presente                   | 25 anni (presente)   | 205       | 51    | [ 55 ] [ 56 ] |